# Roger-Jean Ségalat
Pour les articles homonymes, voir Ségalat.
 (juillet 2016).
Si vous disposez d'ouvrages ou d'articles de référence ou si vous connaissez des sites web de qualité traitant du thème abordé ici, merci de compléter l'article en donnant les références utiles à sa vérifiabilité et en les liant à la section « Notes et références ».
Roger-Jean Ségalat, né le 12 juillet 1934 à Tudeils (Corrèze), et mort le 15 avril 2010  à Lonay, est un enseignant, documentaliste, iconographe, libraire, poète et écrivain vaudois.

## Biographie
D'origine cévenole, Roger-Jean Ségalat exerce au cours de sa vie divers métiers : professeur de français, documentaliste, iconographe et expert en livres anciens.
Vivant à Paris, il travaille dix ans chez Gallimard de 1960 à 1969. Il réalise l'iconographie de plusieurs albums de la Pléiade entre 1962 et 1969, dont celui sur Paul Éluard, paru en 1968, qui sera fait entièrement par lui : textes et images. À la même époque, Roger Ségalat écrit et publie un roman, puis un récit : Le Pont d'Orémon (Pauvert, 1968) et Monument à F. B. (Hachette, 1978).
Établi à Lausanne depuis 1969, il y reprendra la librairie-galerie Melisa en 1974, puis ouvrira une librairie à son nom à la Pontaise, consacrant le restant de sa vie aux livres anciens et rares.
En janvier 2010, sa seconde femme, Catherine Ségalat est retrouvée morte à leur domicile de Vaux-sur-Morges. Son fils, Laurent Ségalat, est condamné pour cet homicide en 2012. Vivant depuis en France, un mandat d'arrêt international émis à son encontre est en cours.
Roger-Jean Ségalat meurt le 15 avril 2010 à Lonay.
Laurent Ségalat lui a consacré un ouvrage paru en 2015.

## Ouvrages
- Roger-Jean Ségalat, Monument à F.B : récit, Mont-de-Marsan, L'Atelier des Brisants, 2002, 84 p. (ISBN 2846230277)
- Roger-Jean Ségalat, Le pont d'Orémon : roman, Mont-de-Marsan, L'Atelier des brisants, 2002, 128 p. (ISBN 2846230196)
- Roger-Jean Ségalat, La Réserve précieuse de la Bibliothèque du Musée Olympique Lausanne = The Library's rare book collection Olympic Museum Lausanne, [Lausanne], Musée Olympique Lausanne, 2003

- Illustration photographique du roman La Robe de Dominique Jourier, paru au Cercle du livre précieux en 1962
- « L'objectif de Ségalat » in Bizarre, 31 juillet 1963
- Album de la Pléiade : Paul Éluard, bibliothèque de la Pléiade, éditions Gallimard, 1968